# Schmelz
Schmelz är en kommun och ort i Landkreis Saarlouis i förbundslandet Saarland i Tyskland.
De tidigare kommunerna  Dorf, Hüttersdorf, Limbach, Michelbach och Primsweiler uppgick i den nya kommunen Schmelz 1 januari 1974.